# Альбула (округ)
Альбула (нем. Albula) — бывший округ в Швейцарии.
Округ входит в кантон Граубюнден. Занимает площадь 723,05 км². Население — 8678 чел. Официальный код — 1821.
Существовал до 2015 года. 1 января 2016 года все коммуны округа вошли в новый регион Альбула, за исключением коммуны Муттен, переданной в регион Виамала.

## Коммуны округа
| Район Альвашайн | Район Альвашайн | Район Альвашайн  | Район Альвашайн | Район Альвашайн | Район Альвашайн                       |
| Герб            | Коммуна         | Население (2005) | Площадь км²     | Официальный код | Примечание                            |
| --------------- | --------------- | ---------------- | --------------- | --------------- | ------------------------------------- |
| Альвашайн       | Альвашайн       | 143              | 4,08            | 3501            | 1.01.2015 объединены в Альбула/Альвра |
| Мон             | Мон             | 91               | 8,46            | 3502            | 1.01.2015 объединены в Альбула/Альвра |
| Штирва          | Штирва          | 134              | 10,56           | 3504            | 1.01.2015 объединены в Альбула/Альвра |
| Тифенкастель    | Тифенкастель    | 261              | 14,85           | 3505            | 1.01.2015 объединены в Альбула/Альвра |
| Вац             | Вац             | 2641             | 42,51           | 3506            |                                       |
| Муттен          | Муттен          | 87               | 9,96            | 3503            | 1.01.2016 передан в регион Виамала    |

| Район Бельфорт    | Район Бельфорт    | Район Бельфорт   | Район Бельфорт | Район Бельфорт  | Район Бельфорт                                         |
| Герб              | Коммуна           | Население (2005) | Площадь км²    | Официальный код | Примечание                                             |
| ----------------- | ----------------- | ---------------- | -------------- | --------------- | ------------------------------------------------------ |
| Альваной          | Альваной          | 421              | 35,63          | 3511            | 1.01.2015 объединены в Альбула/Альвра района Альвашайн |
| Бриенц-Бринцаульс | Бриенц-Бринцаульс | 114              | 13,37          | 3512            | 1.01.2015 объединены в Альбула/Альвра района Альвашайн |
| Сурава            | Сурава            | 200              | 6,68           | 3515            | 1.01.2015 объединены в Альбула/Альвра района Альвашайн |
| Ланч              | Ланч              | 505              | 21,81          | 3513            |                                                        |
| Шмиттен           | Шмиттен           | 266              | 11,35          | 3514            |                                                        |

| Район Бергюн | Район Бергюн | Район Бергюн     | Район Бергюн | Район Бергюн    | Район Бергюн                                                 |
| Герб         | Коммуна      | Население (2005) | Площадь км²  | Официальный код | Примечание                                                   |
| ------------ | ------------ | ---------------- | ------------ | --------------- | ------------------------------------------------------------ |
| Бергюн       | Бергюн       | 505              | 145,65       | 3521            | 1.01.2015 объединены в Бергюн-Филизур                        |
| Филизур      | Филизур      | 487              | 44,49        | 3522            | 1.01.2015 объединены в Бергюн-Филизур                        |
| Визен        | Визен        | 347              | 29,58        | 3523            | 1.01.2009 присоединён к коммуне Давос округа Преттигау-Давос |

| Район Сурсес  | Район Сурсес  | Район Сурсес     | Район Сурсес | Район Сурсес    | Район Сурсес                  |
| Герб          | Коммуна       | Население (2005) | Площадь км²  | Официальный код | Примечание                    |
| ------------- | ------------- | ---------------- | ------------ | --------------- | ----------------------------- |
| Бивио         | Бивио         | 220              | 76,73        | 3531            | 1.01.2016 объединены в Сурсес |
| Кунтер        | Кунтер        | 215              | 7,12         | 3532            | 1.01.2016 объединены в Сурсес |
| Марморера     | Марморера     | 47               | 18,90        | 3533            | 1.01.2016 объединены в Сурсес |
| Мулегнс       | Мулегнс       | 27               | 33,79        | 3534            | 1.01.2016 объединены в Сурсес |
| Риом-Парсонц  | Риом-Парсонц  | 335              | 55,97        | 3536            | 1.01.2016 объединены в Сурсес |
| Залуф         | Залуф         | 213              | 31,49        | 3538            | 1.01.2016 объединены в Сурсес |
| Савоньин      | Савоньин      | 982              | 22,24        | 3539            | 1.01.2016 объединены в Сурсес |
| Сур           | Сур           | 84               | 23,22        | 3540            | 1.01.2016 объединены в Сурсес |
| Тиницонг-Рона | Тиницонг-Рона | 353              | 54,30        | 3541            | 1.01.2016 объединены в Сурсес |